# دير إيستر
دير إيستر (بالإنجليزية: Dear Esther)‏ هي لعبة فيديو إستكشاف من منظور الشخص الأول تم إنتاجها في سنة 2012 لأنظمة المايكروسوفت وثم تم إنتاجها في سنة 2016 لأجهزة بلاي ستيشن 4 وإكس بوكس ون، تم تطوير ونشر اللعبة عن طريق شركة ذا شاينز روم البريطانية. أحداث اللعبة تقع في جزيرة هبرديس في اسكتلندا لرجل مصاب بذاكراته ويحاول اللاعب عن طريق اللعبة الوصول لماضيه ولماضي زوجته التي توفيت بحادث سيارة ولماضي الجزيرة كي يحاول أن يجد وسيلة للخروج منها.

## روابط خارجية
- دير إيستر على موقع IMDb (الإنجليزية)